# Ариовист
Ариовист (лат. Ariovistus) био је војвода германских Свева. На позив келтских Секванаца прешао је на леву обалу Рајне 72. године п. н. е. да се бори против Хедуанаца, њихових сународника и непријатеља, које је два пута поразио. Пошто је постао господар Келта, довлачио је нове скупине Германа с десне обале Рајне. Римски сенат признао га је 59. године п. н. е. краљем и пријатељем, али идуће године, у току Галског рата, Цезар га је напао и поразио у бици у Вогезима. 